# Espectáculo de medio tiempo del Super Bowl XLVII
El espectáculo de medio tiempo del Super Bowl XLVII se llevó a cabo el 3 de febrero de 2013 en el Mercedes-Benz Superdome, ubicado en la ciudad de  Nueva Orleans, Louisiana, como parte de la 47.ª edición del Super Bowl. La cantautora estadounidense Beyoncé fue la encargada de encabezar la actuación, contando además con Kelly Rowland y Michelle Williams como invitadas especiales. En el espectáculo fueron interpretados algunos de los temas más populares de Beyoncé como «Crazy in Love», «Baby Boy», «Single Ladies (Put a Ring on It)» y «Halo», así como de Destiny's Child como «Bootylicious». Esta fue la primera actuación patrocinada por Pepsi en más de cinco años, y el tema principal fue el empoderamiento femenino.
En términos de audiencia, el espectáculo fue visto por más de 110.8 millones de personas solo en los Estados Unidos, marcando la segunda actuación más vista en la historia hasta ese momento. Sin embargo, batió el récord de la mayor cantidad de tuits generados por minuto por un evento. Asimismo, recibió la aclamación crítica por la puesta en escena y la voz de Beyoncé, la cual fue descrita como «pulcra» y «potente». Por otra parte, el espectáculo obtuvo tres nominaciones a los premios Emmy, de las cuales ganó una.

## Antecedentes y actuación

### Anuncio

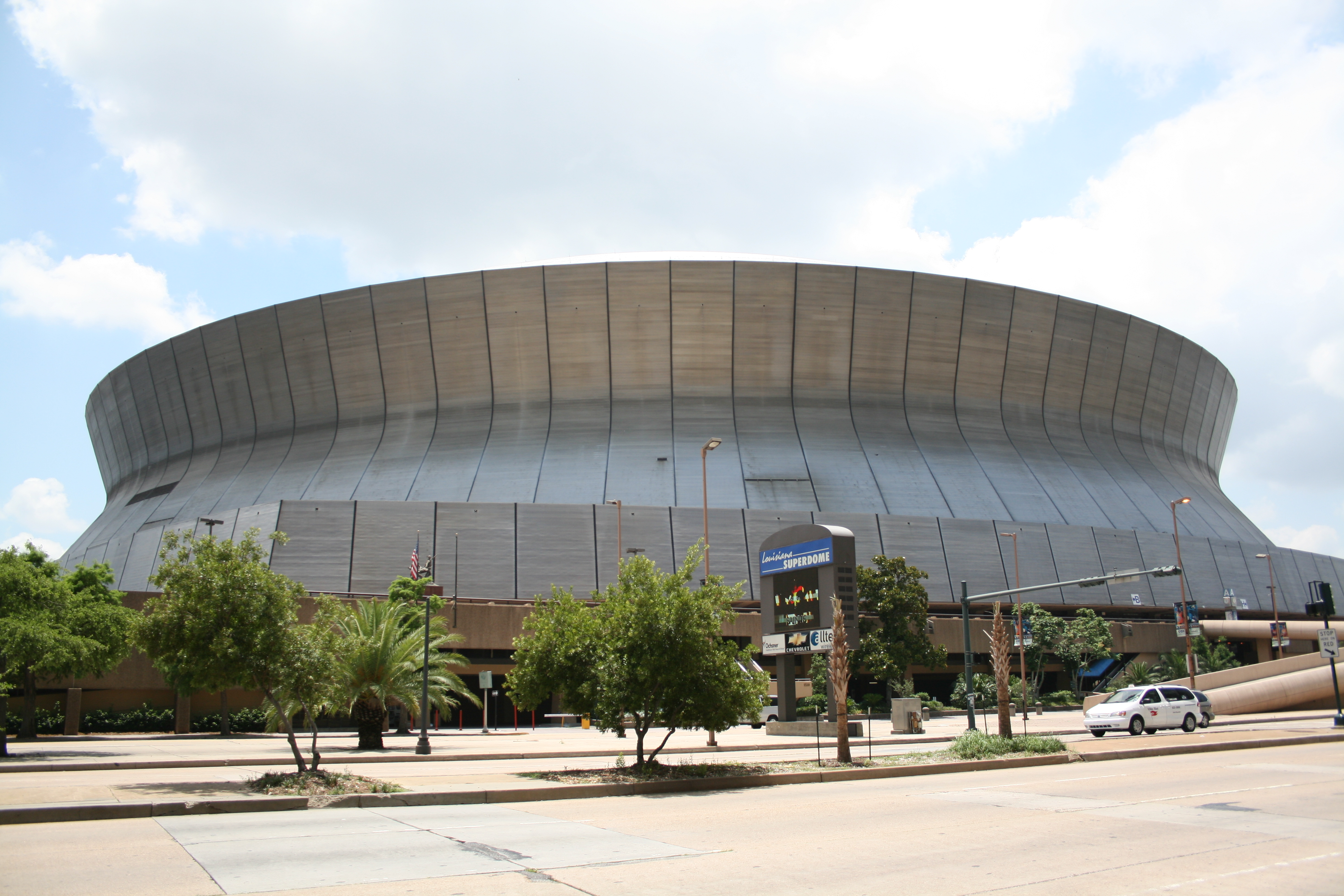
Mercedes-Benz Superdome, recinto escogido para albergar el Super Bowl.

En octubre de 2012, la prensa estadounidense reveló que Beyoncé sería la encargada del espectáculo de medio tiempo del Super Bowl XLVII, el cual se llevaría a cabo el 3 de febrero de 2013 en el Mercedes-Benz Superdome, ubicado en la ciudad de  Nueva Orleans, Louisiana. Con ello, Beyoncé se convirtió en la artista femenina más joven en encabezar la actuación como solista. Varios reportes que surgieron en los meses siguientes sugirieron que Jay-Z, esposo de la cantante, sería el invitado especial del espectáculo, pero finalmente esto no sucedió. De acuerdo con la revista Us Weekly, el rapero cambió de opinión de último momento porque quería que la atención se enfocara en ella y no en la relación entre ambos, además que se encontraba ocupado dando los últimos retoques de su álbum, Magna Carta... Holy Grail, el cual saldría más tarde ese año.

### Desarrollo y descripción
El espectáculo fue dirigido por tercera vez por el director británico Hamish Hamilton y producido Ricky Kirshner. Por primera vez desde 2007, la actuación fue patrocinada por Pepsi. Esta dio inicio con dos grandes siluetas paralelas del rostro de Beyoncé encendiéndose mientras al fondo sonaba «Run the World (Girls)» acompañada de un discurso narrado por Vince Lombardi. Tras ello, Beyoncé entra al escenario e interpreta una versión a capela de «Love on Top» y rápidamente suena «Crazy in Love». A lo largo de este segmento, la artista recurrió al mapping y a los hologramas. Esto continuó durante las presentaciones de «End of Time» y «Baby Boy». Después de ello, Kelly Rowland y Michelle Williams aparecen en el escenario y junto a Beyoncé, cantan «Bootylicious» e «Independent Women Part I». Hay una breve pausa y antes de que Rowland y Williams abandonen la actuación, presentan «Single Ladies (Put a Ring on It)». Nuevamente sola en el escenario, Beyoncé cierra cantando «Halo». Durante todo el espectáculo, la artista usó únicamente una chaqueta con guantes y botines negros. Igualmente, Rowland y Williams usaron piezas similares para combinar con la cantante y el resto de sus bailarinas.

## Recepción

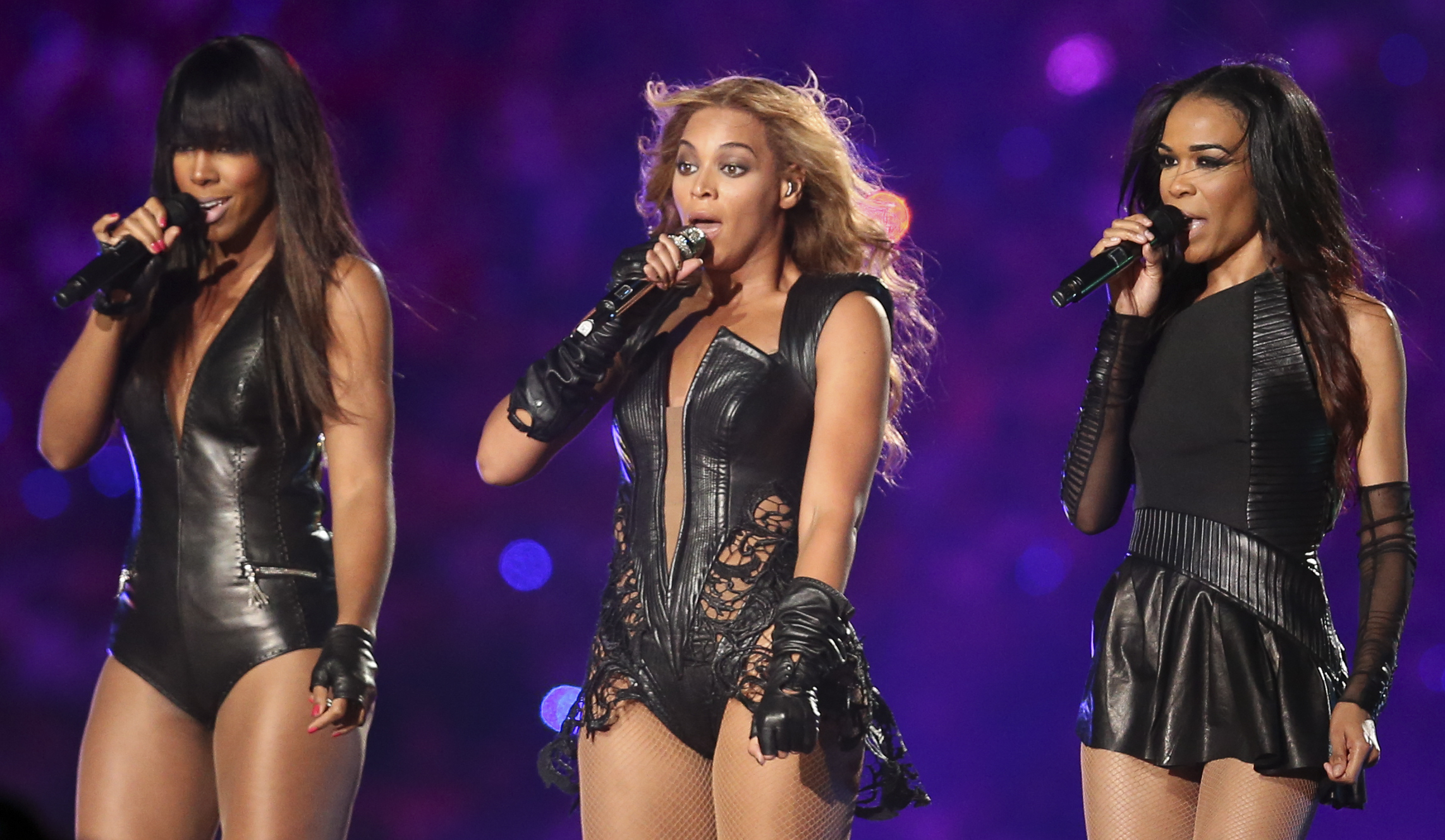
Kelly Rowland (izquierda), Beyoncé (centro) y Michelle Williams (derecha) durante la actuación.

### Audiencia y reconocimientos
En términos de audiencia, el espectáculo atrajo 110.8 millones de espectadores solo en los Estados Unidos, con lo que fue, en su momento, la segunda actuación más vista de la historia, únicamente detrás de la ofrecida por Madonna el año anterior, la cual tuvo 114 millones. Pese a esto, la presentación batió el récord de la mayor cantidad de tuits generados por minuto, con un total de 268 000. Por otra parte, la actuación recibió tres nominaciones a los premios Emmy como Mejor Programa de Imagen Real de Entretenimiento en Formato Corto, Mejor Dirección, Control de Cámara y Vídeo en una Miniserie, Película o Especial, y Mejor Diseño y Dirección de Luces en un Especial de Variedades; de todas estas, ganó la última.

### Comentarios de la crítica
En cuánto a críticas, la actuación fue aclamada por los expertos. Dan Hyman de Rolling Stone afirmó que la artista «lució su voz suprema y dotes de baile» a lo largo de la actuación. Rob Sheffield de la misma revista dijo que aunque el partido estuvo bien, Beyoncé fue quien se llevó la noche. Jim Farber de Daily News comentó que difícilmente habría algún artista que lograse superar la puesta en escena de Beyoncé. Randall Roberts de Los Angeles Times sostuvo que la cantante «reafirmó su habilidad para ofrecer actuaciones en vivo callando a cualquiera que hubiese dudado de ella». Jon Caramanica de The New York Times aclamó el registro vocal de la artista, así como su energía y capacidad para animar al público. Melinda Newman de HitFix aseguró que la actuación fue «feroz», «frenética», «sexy» y «delirante».

## Impacto
Después de la presentación, Beyoncé vio un aumento gradual en las ventas de sus álbumes y canciones en los Estados Unidos, tanto de solista como con Destiny's Child. En la semana posterior a la actuación, se vendieron 15 000 copias de sus álbumes como solista y 13 000 con Destiny's Child, siendo 4 el mejor vendido entre todos con 6000 unidades, lo cual supuso un aumento del 59% con respecto a la semana anterior. Asimismo, sus temas fueron descargados 280 000 veces (aumento del 68%); «Crazy in Love» vendió 33 000 copias (aumento del 203%), «Halo» fue descargada en 32 000 ocasiones (aumento del 68%), «Single Ladies (Put a Ring on It)» unas 22 000 veces (aumento del 81%), «Love on Top» un total de 18 000 ocasiones (aumento del 94%) y «End of Time» unas 12 000 veces (aumento del 212%). En comparación con Madonna el año anterior, el aumento decreció hasta un 50%, pero Billboard aseguró que esto se debió a que Madonna acababa de sacar un nuevo sencillo («Give Me All Your Luvin'»), mientras que Beyoncé solo presentó temas antiguos.

## Listado de canciones
1. «Run the World (Girls)»
2. «Love on Top»
3. «Crazy in Love»
4. «End of Time»
5. «Baby Boy»
6. «Bootylicious» (con Kelly Rowland y Michelle Williams)
7. «Independent Women Part I» (con Kelly Rowland y Michelle Williams)
8. «Single Ladies (Put a Ring on It)» (con Kelly Rowland y Michelle Williams)
9. «Halo»

Fuente: BBC.

## Premios y nominaciones
| Año  | Premiación   | Categoría                                                                        | Resultado | Ref.  |
| ---- | ------------ | -------------------------------------------------------------------------------- | --------- | ----- |
| 2013 | Premios Emmy | Mejor Programa de Imagen Real de Entretenimiento en Formato Corto                | Nominado  | [ 4 ] |
| 2013 | Premios Emmy | Mejor Dirección, Control de Cámara y Vídeo en una Miniserie, Película o Especial | Nominado  | [ 4 ] |
| 2013 | Premios Emmy | Mejor Diseño y Dirección de Luces en un Especial de Variedades                   | Ganador   | [ 4 ] |